# Juan de Valdés Leal
Pour les articles homonymes, voir Valdés.
Juan de Valdés Leal, né Juan de Nisa le 4 mai 1622 à Séville et mort le 15 octobre 1690  dans la même ville, est un peintre baroque espagnol, qui fut aussi sculpteur, doreur, graveur et architecte.
Il est considéré comme l'un des grands peintres de l'école andalouse et il a laissé, notamment dans sa ville natale, de nombreuses œuvres, dont de célèbres Vanités.

## Biographie
Né en 1622 à Séville, il était le fils de Fernando de Nisa, un orfèvre portugais ayant émigré en Espagne. Valdés Leal était le nom de sa mère, qui était Andalouse.
Il épousa Isabella Carasquilla, elle aussi peintre, et leurs enfants Lucas, Maria et Laura se consacrèrent également à la peinture à la suite de leurs parents.
Il passe la première partie de sa vie à Cordoue où il s'installe en 1647 et où il reçoit l'influence du maître Antonio del Castillo. Il s'installe ensuite définitivement à Séville en 1657, où il demeura, rue del Amor de Dios, dans le quartier de San Andrés, jusqu'à sa mort, en 1690. 
C'est avec son ami Murillo et Herrera le jeune qu'il fonda l'Académie de peinture dont il sera plus tard président.

## Œuvres
Il reçut d'importantes commandes aussi bien d'œuvres individuelles que de grands ensembles, dont certains ont été acquis par le musée de Séville. C'est le cas des séries La Vie de saint Jérôme du monastère de Buenavista (1657), Saint Ignace de la maison  des profès de la Compagnie de Jésus (1660-1664) et des peintures telles que l'Immaculée Conception et L'Assomption du couvent Saint-Augustin (1670-1672). Ces œuvres montrent son style direct et énergique, sa technique abrégée et libre et le riche chromatisme de ses compositions dynamiques.
La décennie 1660-1670, marque sa plénitude artistique. 
- Flagellation de saint Jérôme par les anges (1657), huile sur toile, 223 × 245 cm, Musée des beaux-arts de Séville
- La Montée au Calvaire (1657-1660), huile sur toile, 209 x 160 cm, Musée du Prado, Madrid;
- Le Christ servi par les anges, (1663) Musée Goya, Castres[3]
- Prédication de Saint Jean Baptiste, ca 1663 Musée Goya, Castres[4]
- Allégorie du Temps (1672), huile sur toile, 229 x 200 cm, Hôpital de la Charité, Séville;
- Allégorie de la Mort (1672), huile sur toile, 229 x 200 cm, Hôpital de la Charité, Séville;
- La Madeleine (v.1670), huile sur toile, 216 x 117 cm, Collection Esperanza de Borbón, Villamanrique de la Condesa;
- Portrait de Fra Alonso de Ocana, huile sur toile, 250 x 121 cm. Musée de Grenoble (MG 1327)
- Les Noces de Cana (1660), avec Murillo[5] Musée du Louvre, ParisNoces de Cana, Louvre (rmn)

"
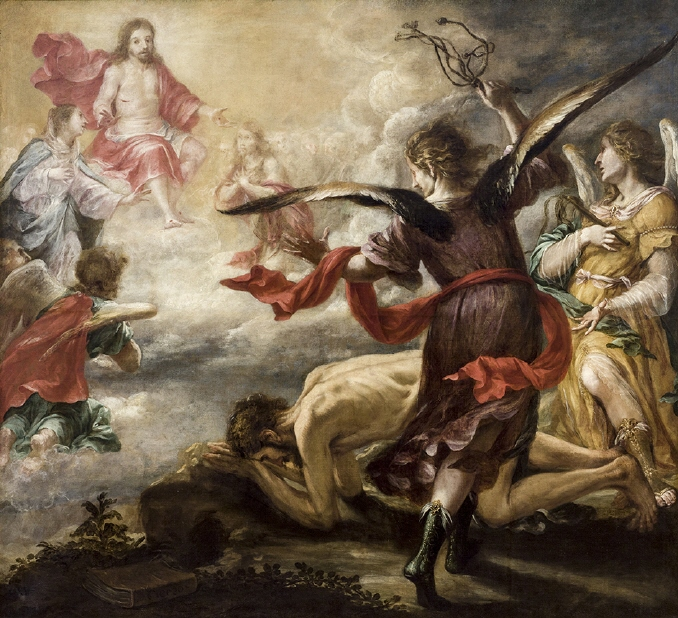
Flagellation de saint Jérôme (1657) Musée de Séville
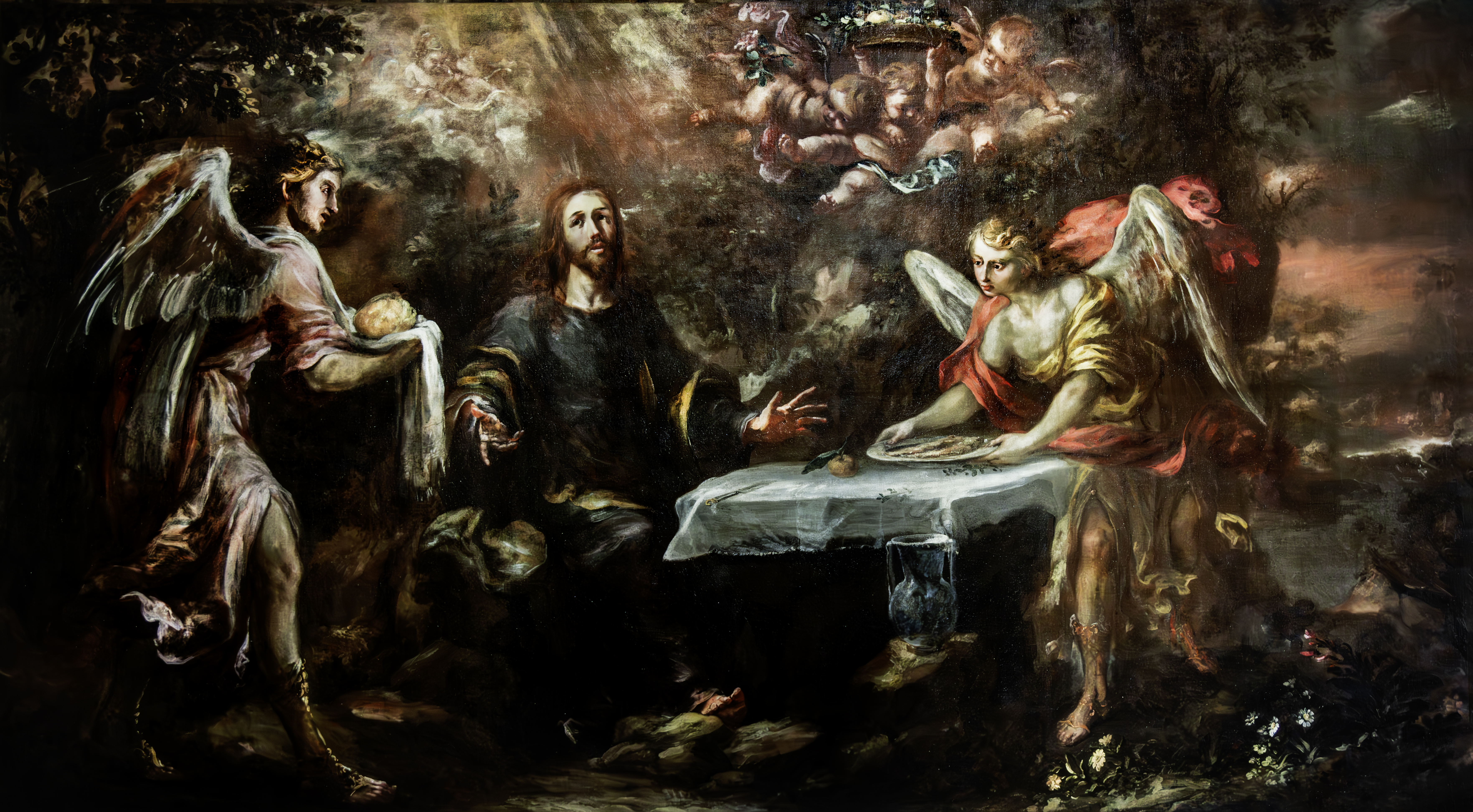
Le Christ servi par les anges, (1663) Musée Goya
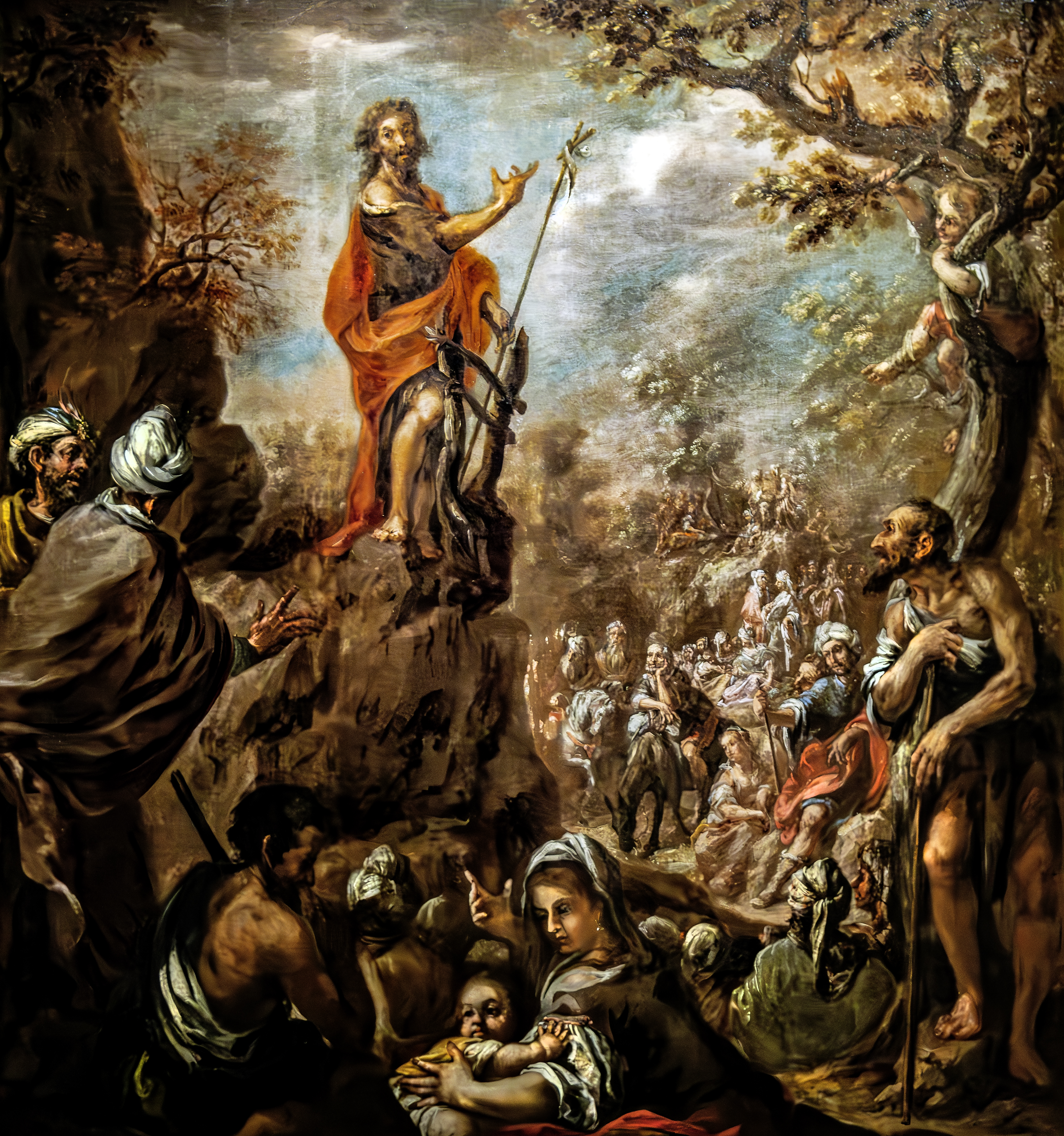
Prédication de Saint Jean Baptiste, ca 1663 Musée Goya
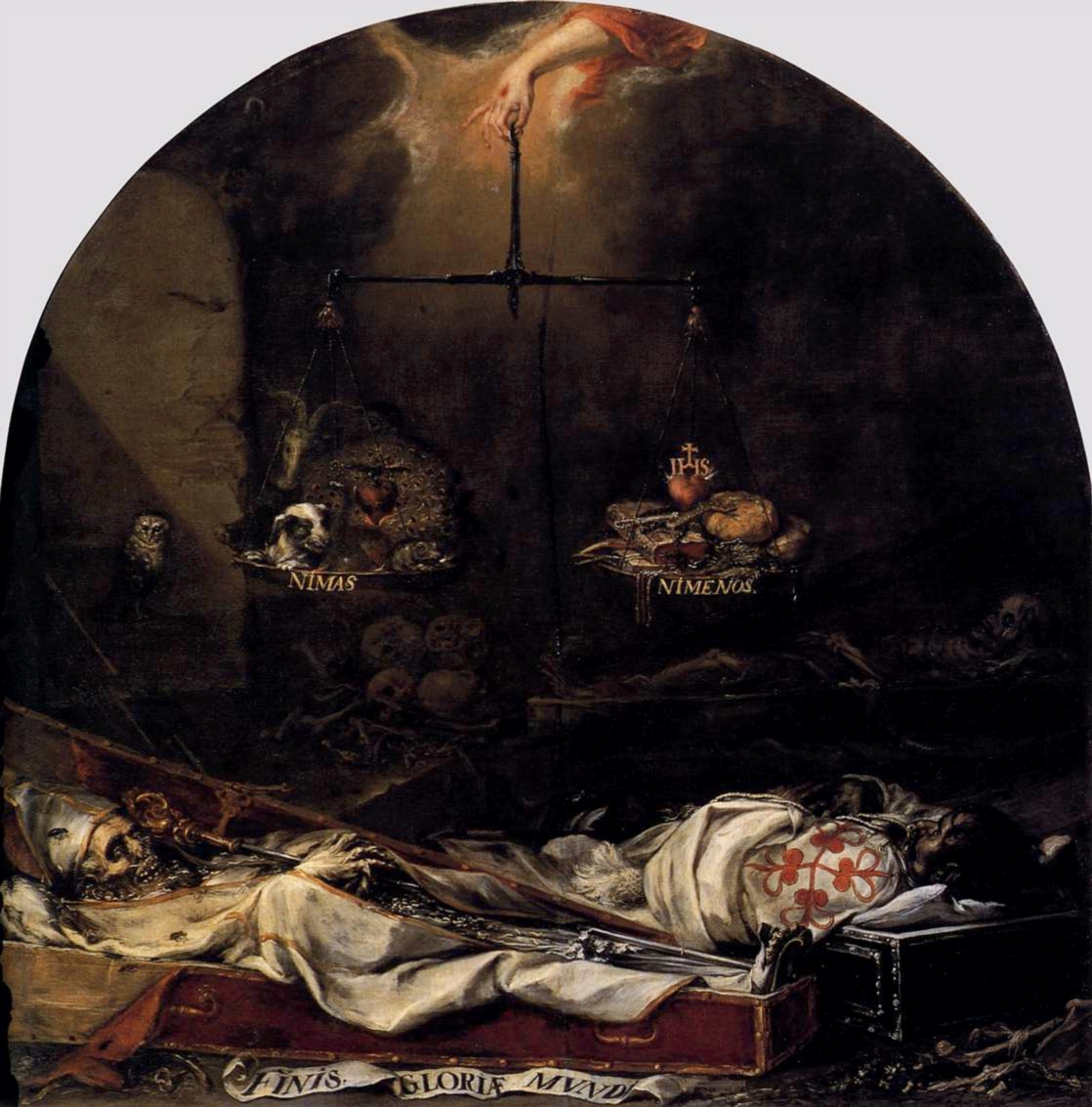
Finis Gloriae Mundi (hôpital de la Caridad, Séville)
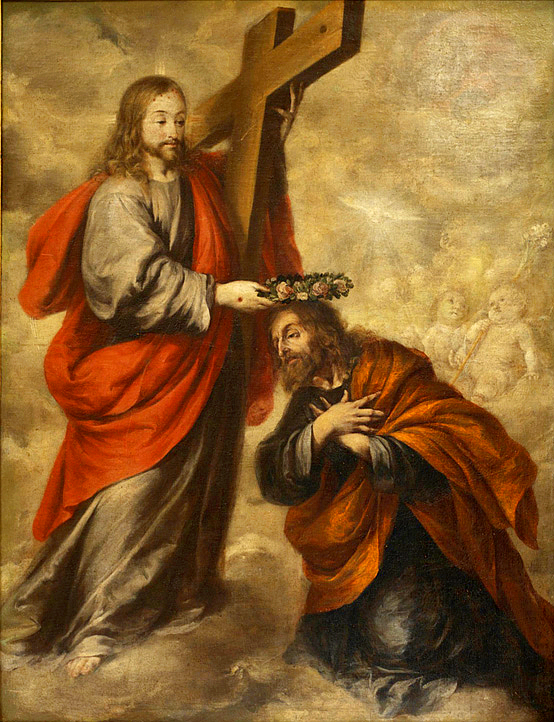
Couronnement de saint Joseph (Séville)
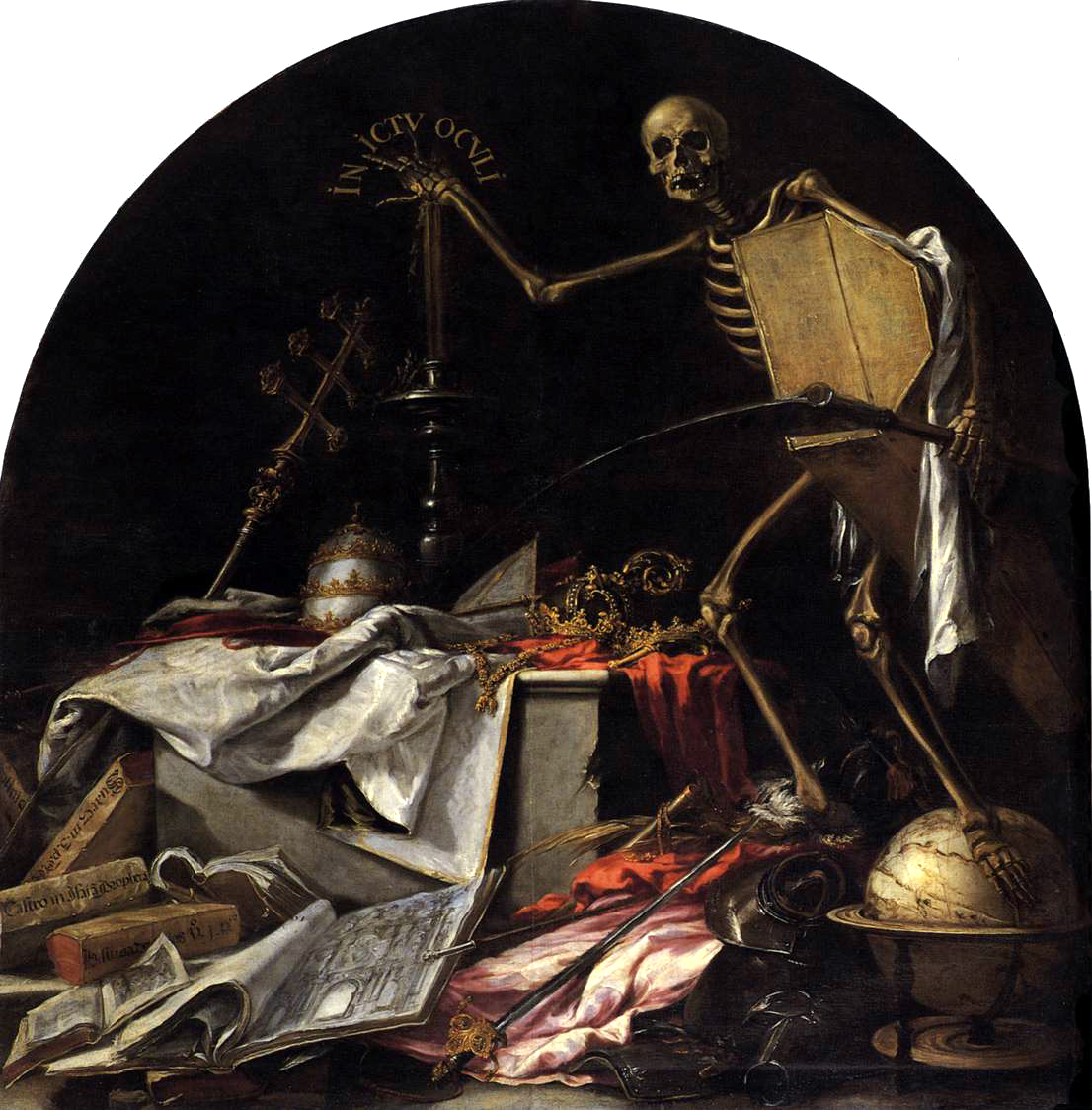
In ictu oculi (hôpital de la Caridad, Séville)